# American Wire Gauge

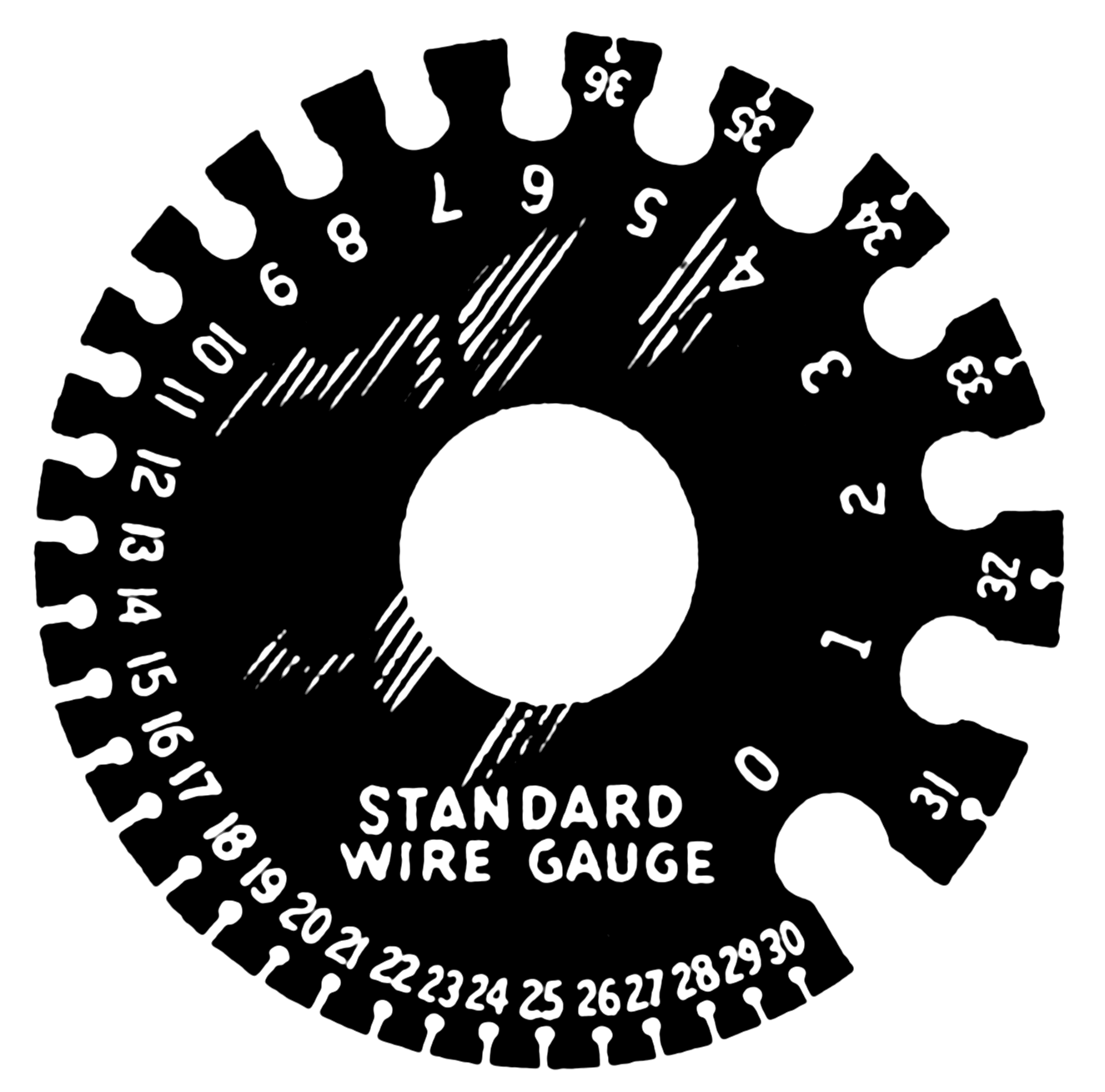
Calibre AWG.

L' American Wire Gauge (abreujat com AWG, també conegut com ) és una unitat de mesura que s'utilitza als Estats Units entre d'altres, per definir el diàmetre d'un cable elèctric .
Com més alt sigui el valor AWG, menor serà el diàmetre indicat. Això resulta del fet que el valor numèric representava el nombre d'operacions de dibuix necessàries per produir un cable d'un diàmetre determinat. Com més prim sigui el cable, major serà el nombre de passades per la màquina. És una funció discreta i logarítmica de la secció del cable.

## Història
Va ser l'americà JR Brown qui va desenvolupar aquesta unitat de mesura acceptada el 1857. Per determinar la constant de pas entre un diàmetre i el següent, escull dos valors de AWG o mida del cable (AWG 0000(4/0) i AWG 36) determinant així 39 intervals intermedis. La formulació matemàtica d'aquesta constant així trobada es dona a l'apartat següent.

## Fórmules
Per definició, Nr. 36 (sard) és 0,005 polzades de diàmetre, i Nr. 0000 és 0,46 polzades de diàmetre, o gairebé mitja polzada. La relació d'aquests diàmetres és 1:92, i n'hi ha 40 mides de calibre a partir del Nr. 36 (sard) al Nr. 0000(sard) o 39 passos. Cada número de calibre successiu disminueix el diàmetre del cable en un factor constant. Dos calibres veïns (per exemple, AWG A i AWG B) tenen diàmetres la relació (dia. B ÷ dia. A) és {\displaystyle {\sqrt[{39}]{92}}\approx 1.12293\;,} mentre que per als mesuradors a dos passos (per exemple, AWG A, AWG B i AWG C), la relació entre C i A és d'aproximadament (1.12293)² ≈ 1.26098 .
L'escala obeeix pràcticament als passos successius del procés d'estirat del filferro que existia el 1857. Es van seleccionar els diàmetres més gruixut, de 0,4600 polzades (avui calibre 4/0), i més prim, de 0,0050 polzades (avui calibre 36); es van determinar 39 dimensions entre aquests calibres. Per tant, que la raó entre un diàmetre i el següent està donada per la progressió geomètrica:
{\displaystyle {\sqrt[{39}]{\frac {0,4600}{0,0050}}}={\sqrt[{39}]{92}}\approx 1,1229}
És a dir, la raó entre dos diàmetres consecutius a l'escala AWG és constant i igual a 1,1229.
Per això els passos dels calibres respecte al diàmetre són regressius, ja que corresponen en realitat als passos del procés d'estirat del filferro. No obstant això, per als calibres de més gruix (superiors al 0000(4/0)), es va optar la solució d'identificar-los per l'àrea al sistema anglès de mesura basat en el "Mil", amb les unitats següents:
- Mil, per als diàmetres, és una mil·lèsima de polzada.
- Circular mil, per a les àrees. És una unitat que representa l'àrea del cercle de diàmetre igual a una mil·lèsima de polzada o un mil[2] de diàmetre, és a dir, 1 "Circular mil" = π * 1^2 /4 = π /4 = 0,7854 mils quadrats.

O també, considerant el diàmetre Ø en polzades: 1 "Circular mil" = π * 0.001^2 /4 = (π /4)*10e-6 polzades quadrades
kcmil, correspon a 1000 "Circular mil". Aquesta unitat, fins a finals del segle xx, es representava com a MCM o KCM.
Amb tot això, donada una secc. S en kcmil (o MCM), convertint-la a polzades quadrades i considerant el diàmetre Ø en polzades, resulta: (S * (π /4) /1000) polzades quadrades = Ø^2 * π /4.
És a dir, el diàmetre Ø en polzades, serà
Ø = (S / 1000)^0.5

## Taula de correspondència AWG
Aquesta taula de conversió directa permet saber el diàmetre i superfície o àrea de secció del conductor, coneixent el nombre AWG, els corrents indicats consideren cable del tipus monoconductor.
Taula de correspondència per al cable de coure nu.
| AWG        | Diàmetre (mm) | Nb espires/cm | Secció (mm²) | Resistència lineal (Ω/km) |
| ---------- | ------------- | ------------- | ------------ | ------------------------- |
| 0000 (4/0) | 11,7          | 0,856         | 107          | 0,17                      |
| 000 (3/0)  | 10,4          | 0,961         | 85,0         | 0,21                      |
| 00 (2/0)   | 9,27          | 1,08          | 67,4         | 0,26                      |
| 0 (1/0)    | 8,25          | 1,21          | 53,5         | 0,33                      |
| 1          | 7,35          | 1,36          | 42,4         | 0,40                      |
| 2          | 6,54          | 1,53          | 33,6         | 0,51                      |
| 3          | 5,83          | 1,72          | 26,7         | 0,64                      |
| 4          | 5,19          | 1,93          | 21,2         | 0,81                      |
| 5          | 4,62          | 2,16          | 16,8         | 1.03                      |
| 6          | 4,12          | 2,43          | 13,3         | 1,30                      |
| 7          | 3,66          | 2,73          | 10,5         | 1,63                      |
| 8          | 3,26          | 3,06          | 8,37         | 2,06                      |
| 9          | 2,91          | 3,44          | 6,63         | 2,60                      |
| 10         | 2,59          | 3,86          | 5,26         | 3,28                      |
| 11         | 2,30          | 4,34          | 4,17         | 4,13                      |
| 12         | 2,05          | 4,87          | 3,31         | 5,21                      |
| 13         | 1,83          | 5,47          | 2,62         | 6,57                      |
| 14         | 1,63          | 6,14          | 2,08         | 8,29                      |
| 15         | 1,45          | 6,90          | 1,65         | 10,4                      |
| 16         | 1,29          | 7,75          | 1,31         | 13,20                     |
| 17         | 1,15          | 8,70          | 1,04         | 16,60                     |
| 18         | 1,02          | 9,77          | 0,823        | 20,90                     |
| 19         | 0,912         | 11,0          | 0,653        | 26,40                     |
| 20         | 0,812         | 12,3          | 0,518        | 33,30                     |
| 21         | 0,723         | 13,8          | 0,410        | 41,99                     |
| 22         | 0,644         | 15,5          | 0,326        | 52,95                     |
| 23         | 0,573         | 17,4          | 0,258        | 66,80                     |
| 24         | 0,511         | 19,6          | 0,205        | 84,20                     |
| 25         | 0,455         | 22,0          | 0,162        | 106                       |
| 26         | 0,405         | 24,7          | 0,129        | 134                       |
| 27         | 0,361         | 27,7          | 0,102        | 169                       |
| 28         | 0,321         | 31,1          | 0,0810       | 213                       |
| 29         | 0,286         | 35,0          | 0,0642       | 268                       |
| 30         | 0,255         | 39,3          | 0,0509       | 339                       |
| 31         | 0,227         | 44,1          | 0,0404       | 427                       |
| 32         | 0,202         | 49,5          | 0,0320       | 538                       |
| 33         | 0,180         | 55,6          | 0,0254       | 679                       |
| 34         | 0,160         | 62,4          | 0,0201       | 856                       |
| 35         | 0,143         | 70,1          | 0,0160       | 1079                      |
| 36         | 0,127         | 78,7          | 0,0127       | 1361                      |
| 37         | 0,113         | 88,4          | 0,0100       | 1716                      |
| 38         | 0,101         | 99,3          | 0,00797      | 2164                      |
| 39         | 0,0897        | 111           | 0,00632      | 2729                      |
| 40         | 0,0799        | 125           | 0,00501      | 3441                      |

## Altres usos de la unitat de mesura AWG
També s'utilitza aquesta unitat de mesura :
- en joieria per indicar la mida d'un pírcing ;
- en medicina per mesurar el calibre de diverses agulles, catèters i estilets. Per exemple, una anestèsia subcutània es fa amb una agulla de calibre 25 i una mostra de sang amb una agulla de calibre 18 o 20.